# Jakub Wanacki
Jakub Wanacki (* 12. März 1991 in Opole) ist ein polnischer Eishockeyspieler, der seit 2021 erneut beim GKS Katowice in der Ekstraliga unter Vertrag steht.

## Karriere
Jakub Wanacki begann seine Karriere in der Nachwuchsabteilung von Orlik Opole. Bereits als 15-Jähriger spielte er für seinen Club in der I liga, der zweithöchsten Spielklasse Polens. Von 2008 bis 2010 spielte er neben den Einsätzen in seinem Oppelner Stammverein auch für die Mannschaft der Nachwuchsakademie des polnischen Eishockeyverbandes in Sosnowiec, die ebenfalls in der I liga aktiv war. 2010 wechselte er in die Ekstraliga zum GKS Tychy, für den er fünf Jahre aktiv war. Mit dem Team aus der schlesischen Bergbaustadt wurde er 2011 und 2014 polnischer Vizemeister. 2015 gelang ihm dann mit seinem Klub der große Wurf und er gewann mit ihm das Double aus polnischer Meisterschaft und Pokalsieg. Anschließend wechselte er in die französische Division 1, die zweithöchste Spielklasse des Landes, wo er bei Anglet Hormadi Élite spielte. Aber bereits 2016 kehrte er nach Polen zurück und spielte nach einem Jahr bei Polonia Bytom von 2017 bis 2019 beim GKS Katowice in der Ekstraliga. Nach zwei Jahren bei Unia Oświęcim steht er seit 2021 erneut in Kattowitz auf dem Eis und wurde mit dem Klub 2022 polnischer Meister.

### International
Für Polen nahm Wanacki im Juniorenbereich an den U18-Junioren-Weltmeisterschaften der Division I 2008 und 2009, als die meisten Scorerpunkte eines Abwehrspielers erzielte, sowie den U20-Junioren-Weltmeisterschaften der Division I 2010 und der Division II 2011, als er als Kapitän seiner Mannschaft nicht nur zum besten Verteidiger des Turniers gewählt wurde, sondern auch die meisten Tore und Vorlagen und damit auch die meisten Scorerpunkte eines Defensivspielers erreichte, teil.
Im Seniorenbereich stand er erstmals bei der Weltmeisterschaft 2014 im Aufgebot der Polen, als ihm mit seinem Team der Aufstieg von der B- in die A-Gruppe der Division I gelang. Dort stand er dann 2015, 2017 und 2018 auf dem Eis. Zudem vertrat er seine Farben bei der Olympiaqualifikation für die Winterspiele in Peking 2022.

## Erfolge und Auszeichnungen
- 2011 Aufstieg in die Division I bei der U20-Weltmeisterschaft der Division II, Gruppe B
- 2011 Bester Verteidiger der U20-Weltmeisterschaft der Division II, Gruppe B
- 2014 Aufstieg in die Division I, Gruppe A, bei der Weltmeisterschaft der Division I, Gruppe B
- 2015 Polnischer Meister und Pokalsieger mit dem GKS Tychy
- 2022 Polnischer Meister mit dem GKS Katowice

## Ekstraliga-Statistik
(Stand: Ende der Saison 2021/22)